# 长柄山龙眼
长柄山龙眼（学名：Helicia longipetiolata）为山龙眼科山龙眼属下的一个种。

## 扩展阅读
- 維基物種上的相關：长柄山龙眼